# روبرت لورانس (منتج أفلام)
روبرت لورانس (بالإنجليزية: Robert Lawrence)‏ هو منتج أفلام أمريكي، ولد في 3 يونيو 1952 في نيويورك في الولايات المتحدة.

## وصلات خارجية
- روبرت لورانس على موقع IMDb (الإنجليزية)
- روبرت لورانس على موقع قاعدة بيانات الفيلم (الإنجليزية)